# سامانثا جيمس
سامانثا جيمس (بالإنجليزية: Samantha James)‏ هي مغنية مؤلفة وملحنة ومغنية أمريكية، ولدت في 13 يونيو 1979 في لوس أنجلوس في الولايات المتحدة.

## وصلات خارجية
- الموقع الرسمي
- سامانثا جيمس على موقع ميوزك برينز (الإنجليزية)
- سامانثا جيمس على موقع ديسكوغز (الإنجليزية)